# Таврический коммунист
«Таврический коммунист», с 30 мая 1919 года «Крымский коммунист» — газета, главный партийный орган Крымского обкома ВКП(б) в период Крымской социалистической советской республики весной-летом 1919 года.

## История
Газета начинала выходить 30 марта 1919 года во взятом красными войсками Мелитополе как орган Мелитопольского партийного бюро. Главный редактор С.  М. Мирный.
После взятия основной части Крыма войсками П. Е. Дыбенко, отступления Добровольческой армии на Керченский полуостров и бегства греческих и французских оккупационных войск редакция газеты переехала в Симферополь. Тут печатались номера начиная № 9 от 18 апреля 1919 года.
Редакция работала в здании Обкома ВКП(б) (в доме бывшего Дворянского Собрания) на Дворянской улице (ныне ул. Горького, д.10). Вместе с ней размещалась редакция фронтовой газеты «Борец за Коммунизм», органа политотдела Крымской Красной армии. Впоследствии редакция «Крымского коммуниста» размещалась по адресу ул. Александро-Невская, д. 12.
Большевики после прихода в Крым в апреле 1919 года рассматривают другие левые и национальные силы как союзников или попутчиков. В частности, в газете «Таврический коммунист» за 27 апреля 1919 была опубликована статья от имени крымскотатарской партии Милли Фирка, в которой отмечалось, что Милли Фирка готовила «татарские трудящиеся массы к должной встрече большевиков, приход которых они предвидели уже месяцев 5-6 тому назад».

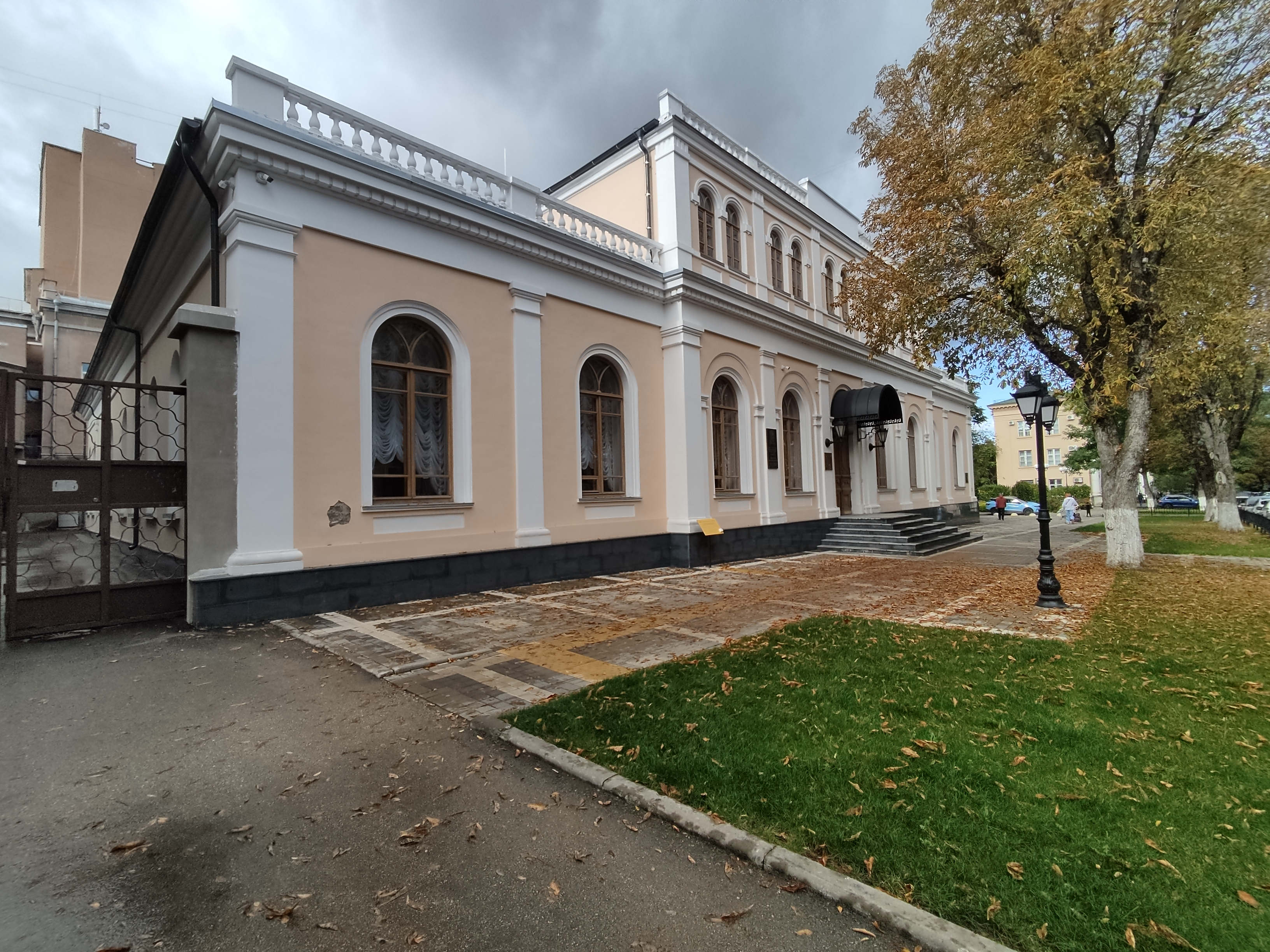
Здание бывшего Дворянского собрания, где в 1919 году расположился Крымской обком ВКП(б) и редакция газеты

Большевики не закрыли все ранее выходящие издания. Выходят «Известия» Симферопольского ВРК, «Таврический (затем Крымский) Коммунист», «Борец за Коммунизм», «Борьба» (орган левых эсеров), меньшевистского направления «Наша Газета» (в Ялте).
Газета характеризовала момент в статье главы Крымской ССР Д. И. Ульянова Все под оружие! : «Мы переживаем серьёзный период нашей революции. Нам некогда думать о мирном строительстве, нет возможности заняться урегулированием промышленности, снабжением тыла достаточным количеством предметов первой необходимости. Все силы сверхчеловечно напряжены для войны, но отнюдь не потому, что мы её хотим, но только потому, что крепостники и капиталисты не дают нам передышки, и в данных условиях прекратить войну значило бы добровольно надеть на себя старые цепи ненавистного нам капиталистического ига».
Газета 20 мая опубликовала «Временное положение об организации местных органов Советской власти и порядке управления», которым должны были руководствоваться все Советы впредь до получения инструкции Всеукраинского съезда Советов рабочих, крестьянских и красноармейских депутатов.
18 июня 1919 года в районе Коктебеля высадился десант Вооружённых сил Юга России под командованием Я. А. Слащёва. Крымский обком РКП(б) 23—26 июня 1919 года провёл эвакуацию органов власти республики в Херсон и в Москву. Официально концом второго прихода советской власти считается 26 июня 1919 года. Одновременно перестала выходить и газета.
В советской историографии газеты «Таврическая правда», выходившая в 1918 году, и «Таврический коммунист» считаются прямыми предшественниками газеты «Красный Крым» (ныне «Крымская правда») выпуск которой начался в 1920 году и непрерывно продолжается до настоящего времени.

## Примечание
1. ↑  В эмигрантской историографии «второй приход большевиков»
2. 1 2 3  Владимирский М. В. Красный крым 1919 года. — М.: Издательство Олега Пахмутова, 2016. — 304 с. — ISBN 978-5-9908031-2-1. Архивировано 13 мая 2024 года.
3. ↑  Громов С. Е. К вопросу о деятельности крымскотатарской национальной партии Милли Фирка (1917-1920 гг.) // «Культура народов Причерноморья». — 1997. — Май (т. 1, вып. Раздел III. Материалы научных чтений «Проблемы материальной и духовной культуры народов Причерноморья с античных времен до наших дней»). Архивировано 21 июня 2024 года.
4. ↑  Зарубин В. Г. Проект «Украина». Крым в годы смуты (1917–1921 гг.). — Харьков: «Фолио», 2013.
5. ↑  Ульянов Д. И. Все под оружие! // Таврический коммунист. — 1919. — 20 май.
6. ↑  Крымская Советская Социалистическая Республика // Гражданская война и военная интервенция в СССР. Энциклопедия.
7. ↑  Савченко В. А. Двенадцать войн за Украину. Глава 7. Стр. 192—220
8. ↑  Павел Наумович Надинский. Очерки по истории Крыма: Крым в период Великой Октябрьской социалистической революции, иностранной интервенции и гражданской войны (1917-1920 гг.). — Крымиздат, 1957-01-01. — 318 с. Архивировано 10 ноября 2017 года.
9. ↑  «Листая прошлого страницы…» Архивировано 20 апреля 2016 года.
10. ↑  Наталья Бояринцева. Конституция, столица, армия и мы // Крымская правда. — 2023. — 7 Февраль. Архивировано 21 июня 2024 года.